# Кардаш, Иван Брониславович
Иван Брониславович Кардаш (10 января 1919, деревня Захаричи, Заславский район, Минская область — 5 апреля 1993) — белорусский гигиенист, организатор здравоохранения, кандидат медицинских наук, профессор. Заслуженный врач БССР (1964).

## Биография
Окончил Минский медрабфак в 1936 г., Минский медицинский институт (5 курсов) и Свердловский медицинский институт в 1942 г. Служил в Армии младшим врачом полка в 1941 г., врачом районной больницы Наркома здравоохранения РСФСР, 1941. После завершения учебы в Свердловском медицинском институте (1942) был начальником медицинской службы партизанской бригады имени Кутузова, работал в Белорусском штабе партизанского движения, 1942-1943 гг. Выполнял обязанности старшего госсанинспектора Витебской области в 1942-1949 гг., работал ассистентом кафедры микробиологии Витебского медицинского института в 1947-1949 гг., заместителем министра здравоохранения, в 1949-1974 годах. Избирался заведующим кафедрой гигиены БелГИУВ в 1970-1991 гг.
В 1968 г. присвоена степень кандидата медицинских наук, в 1976 г. присвоено ученое звание профессора по кафедре гигиены.

## Научная деятельность
Основные направления научной деятельности охватывают проблемы эпидемиологии, организации здравоохранения, санитарно-эпидемиологической дела; опубликовано 67 научных работ.
Награжден орденами «Знак Почета» (1944), Красного Знамени (1945), Трудового Красного Знамени (1961, 1966), Октябрьской Революции и медалями, Почетной грамотой Верховного Совета БССР.